# Jet ski nos Jogos Asiáticos de Praia de 2008
As competições de jet ski nos Jogos Asiáticos de Praia de 2008 ocorreram entre 23 e 25 de outubro. Quatro eventos foram disputados.

## Calendário
| Outubro | 18 | 19 | 20 | 21 | 22 | 23 | 24 | 25 | 26 | Finais |
| ------- | -- | -- | -- | -- | -- | -- | -- | -- | -- | ------ |
| Jet ski |    |    |    |    |    |    | 3  | 1  |    | 4      |

## Quadro de medalhas
| Ordem | País      | Medalha de ouro | Medalha de prata | Medalha de bronze |    |
| ----- | --------- | --------------- | ---------------- | ----------------- | -- |
| 1     | Tailândia | 3               | 3                | 2                 | 8  |
| 2     | Kuwait    | 1               |                  |                   | 1  |
| 3     | Indonésia |                 | 1                | 2                 | 3  |
| TOTAL | TOTAL     | 4               | 4                | 4                 | 12 |

## Medalhistas
| Evento                                          | Ouro                               | Prata                               | Bronze                                  |
| Runabout 800 aberto (detalhes[ligação inativa]) | KUW Kuwait Ali Al-Shamali          | THA Tailândia Sudapet Tansai        | THA Tailândia Chok-Uthit Molee          |
| Aberto (detalhes[ligação inativa])              | THA Tailândia Arthit Wongpinta     | INA Indonésia Irwansyah Adi Pratama | THA Tailândia Chutchanun Siriwattanakul |
| Runabout aberto (detalhes[ligação inativa])     | THA Tailândia Ekachon Kingchansilp | THA Tailândia Apdun Dewiloh         | INA Indonésia Rocky Soerapoetra         |
| Enduro aberto (detalhes[ligação inativa])       | THA Tailândia Pichet Settura       | THA Tailândia Veerapong Maneechom   | INA Indonésia Temmy Fitramsyah Iskandar |